# Sarah Blasko
Sarah Blasko (Sydney, 23 september 1976) is een Australische zangeres en singer-songwriter.

## Biografie
Blasko is geboren in Sydney, als kind van christelijke missionarissen. Ze begon op haar 19e met muzieklessen en speelde in een bandje, Acquiesce. In 2002 ging ze solo verder en bracht een ep uit getiteld Prelusive. Haar eerste twee albums, The Overture & the Underscore en What the Sea Wants, the Sea Will Have, werden in Australië goed ontvangen en beide albums leverden haar een ARIA Music Award op. Na het uitbrengen van As Day Follows Night ging Blasko ook in Europa toeren en trad ze onder andere op tijdens de-Affaire 2010. In oktober 2011 was ze vijf keer in Nederland te zien.

## Discografie

### Albums
- 2004 - The Overture & the Underscore
- 2006 - What the Sea Wants, the Sea Will Have
- 2009 - As Day Follows Night
- 2011 - Seeker Lover Keeper (met Sally Seltmann en Holly Throsby)
- 2015 - Eternal Return
- 2018 - Depth of Field

- Bibliothèque nationale de France: cb162186422 (data)
- Gemeinsame Normdatei: 1017961247
- International Standard Name Identifier: 0000 0000 9645 8999
- Library of Congress Control Number: n2010005137
- MusicBrainz: fa319aa2-15cb-4d02-8a0b-7080869e43ca
- Système universitaire de documentation: 14637908X
- Trove: 680099
- Virtual International Authority File: 142428083
- WorldCat: E39PBJtRMrpmh8WJFBj7386xjC